# Neil Sedaka
Neil Sedaka (Brooklyn, 13 de marzo de 1939) es un cantante pop, pianista y compositor estadounidense. Desde que comenzó su carrera musical en 1957, Neil Sedaka ha vendido millones de discos en todo el mundo y ha escrito o coescrito más de 500 canciones para él y otros artistas, colaborando principalmente con los letristas Howard "Howie" Greenfield y Phil Cody.

## Trayectoria artística
Su padre Mac Sedaca (apellido original Tzadaka) fue un inmigrante judío sefardí de origen libanés que trabajaba como taxista. Su madre Eleanor Appel era judía asquenazí, descendiente de rusos y polacos, nacida en Brooklyn, New York. Neil creció en Brighton Beach, pequeña ciudad costera cercana a Nueva York, donde vivían muchos judíos rusos y ucranianos. Pronto demostró tener habilidades para el piano y un sorprendente oído musical, que lo encaminaron a estudiar en la famosa academia musical Escuela Juilliard.
Su composición Stupid Cupid fue un éxito de 1958 en la voz de Connie Francis, y Sedaka fue contratado por la RCA Records como intérprete solista. Una cadena de éxitos le seguiría al finalizar 1963.
En el ranking de las mejores 100 canciones, Neil Sedaka se ubicó con sus temas Oh! Carol (#9 de 1959), La chica del calendario (#4 de 1961), Feliz cumpleaños, dulces dieciséis (#6 en 1961), y Breaking Up Is Hard to Do o ‘Es difícil decir adiós’ (#1 en 1962). 
Oh! Carol es una canción que hace referencia a la novia de Sedaka de aquel entonces, su compañera de clase, la compositora Carole King. Pronto ella le correspondería con la canción Oh! Neil, la cual hace referencia al tema de Sedaka y a su nombre.  
Entre 1960 y 1962, Sedaka tuvo 8 temas dentro del Top 40. Pero se vio entre los intérpretes que verían sus carreras asediadas por la "invasión británica", así como otros cambios de rumbo en la industria musical. Sus sencillos comenzaron a declinar en las listas de popularidad, antes de desaparecer por completo.
A mediados de los 60 grabó un disco con canciones típicas en español e, inclusive, algunos de sus éxitos en inglés fueron traducidos al español y cantados por él. Este disco tuvo una buena acogida en México y Latinoamérica.
En 1973 Sedaka ayudó al grupo ABBA con la letra en inglés de la canción Ring-Ring para el concurso en Eurovisión. Comenzó a trabajar en Inglaterra al lado de Elton John, quien lo contrató para su sello Rocket Records. 
En 1975 Neil Sedaka regresa nuevamente al 'top ten'. En ese año coloca un número uno, de acuerdo a las listas de popularidad de Billboard, con la canción Laughter in the Rain (Risa bajo la lluvia). Daría otro número uno al dueto de 
Captain & Tennille con la canción Love will keep us together (El amor nos mantendrá juntos), también en el año 1975. Posteriormente daría otro número uno: Bad Blood (Mala sangre), en el año 1976.
En abril de 2006, durante un concierto en el Royal Albert Hall (en Londres), Sedaka fue premiado con un galardón del Libro Guinness de los Récords como autor del éxito más vendido del siglo XXI por su tema Amarillo.

## Otros trabajos musicales
En 1985 Sedaka compuso canciones para la serie anime Z Gundam. Estas incluyeron los temas de inicio Zeta-Toki wo koete (originalmente escrita en inglés como Better days are coming) y Mizu no hoshi e ai wo komete (originalmente escrita en inglés como For us to decide). Pero las versiones en inglés nunca fueron grabadas, así como el tema final Hoshizora no believe (originalmente escrita como: Bad and beautiful). Debido a las disposiciones de derechos de autor, en la edición DVD estadounidense las canciones fueron reemplazadas por otras.
En 1994, Sedaka cedió su voz para un personaje que lo parodiaba en el Show Food Rocks, llamado Neil Mousaka.

## Vida privada
En 1962, Sedaka contrajo matrimonio con la cantante Leba y tuvieron dos hijos. Su hija Dara es una artista que graba comerciales para radio y televisión y Marc es un guionista que vive en Los Ángeles (California).

## Discografía
- 1959: Rock with Sedaka
- 1961: Circulate
- 1961: Neil Sedaka Sings Little Devil and His Other Hits
- 1964: 3 Great Guys
- 1964: Workin' on a Groovy Thing
- 1972: Emergence
- 1972: Solitaire
- 1973: The Tra-La Days Are Over
- 1974: Laughter in the Rain
- 1975: Sedakas back
- 1975: Overnight Success
- 1975: The hungry years
- 1976: Bad and beautifull
- 1976: Sedaka live in Australia at the South Sydney Junior Leagues Club
- 1976: Steppin’ out
- 1997: Tales of love and other passions
- 2000: Singer and his songs
- 2006: The miracle of Christmas